# Allerheiligenflut 1436
Die Allerheiligenflut am Allerheiligentag (1. November) 1436 war eine Sturmflut, die die gesamte Nordseeküste der Deutschen Bucht betraf.

## Verlauf
Um Mitternacht des 1. November entstand ein ungewöhnlich starker Sturm, der das Wasser in eine bisher unerreichte Höhe ansteigen ließ. Die Deiche brachen fast an allen Stellen und die Wasserfluten richteten, besonders in Dithmarschen, große Schäden an, wo viele Menschen und Vieh ums Leben kamen. Im Kirchspiel Lunden stieg das Wasser bis an die Grundmauern der St. Laurentiuskirche. 
Allein im nordfriesischen Tetenbüll starben 180, nach anderen Quellen 280 Menschen. Eidum auf Sylt wurde zerstört, die Bewohner zogen weg und gründeten daraufhin Westerland. List auf Sylt wurde nach der Flut aufgegeben und weiter in den Osten verlegt. Pellworm wurde hierbei von der Insel Strand getrennt. Erst 1550 konnte durch die Gewinnung eines neuen Kooges die Verbindung wiederhergestellt werden.
Infolge des Unwetters fiel so viel Schnee, dass mehrere Tage lang die Menschen in ihren Häusern eingeschlossen, und die Wege unpassierbar waren. Es folgte zudem noch eine bis zur Fastenzeit anhaltende starke Kälte, so dass viele Reisende unterwegs ums Leben kamen. Erst ab dem späten Frühjahr des folgenden Jahres konnten die Schäden der Sturmflut beseitigt werden.
Auch an der Oste und in Kehdingen traten Deichbrüche auf.